# Heraclia campala
Heraclia campala là một loài bướm đêm trong họ Noctuidae.